# Золотая часовня

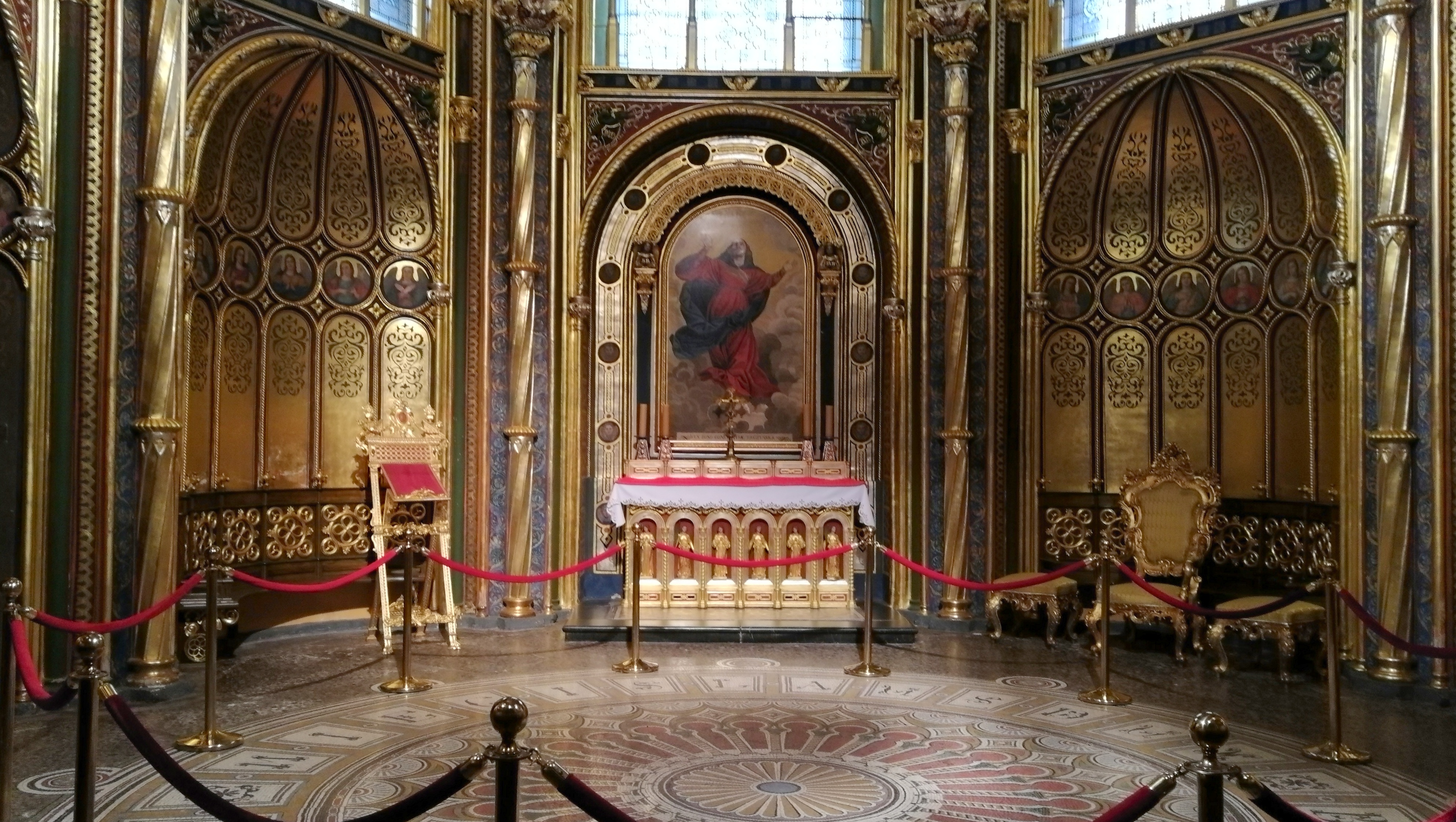
Интерьер Золотой часовни

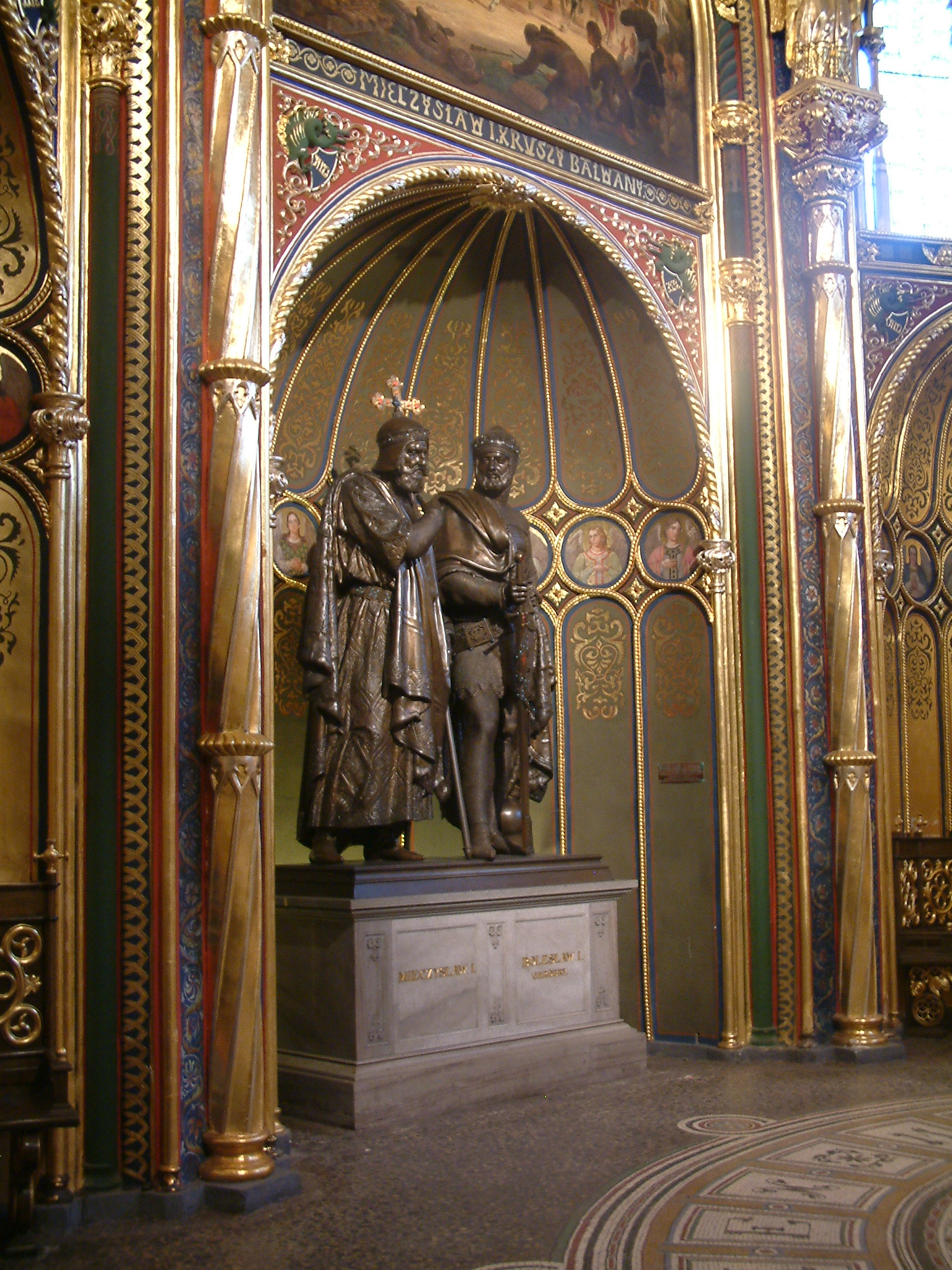
Памятник Мешко I и Болеславу Храброму

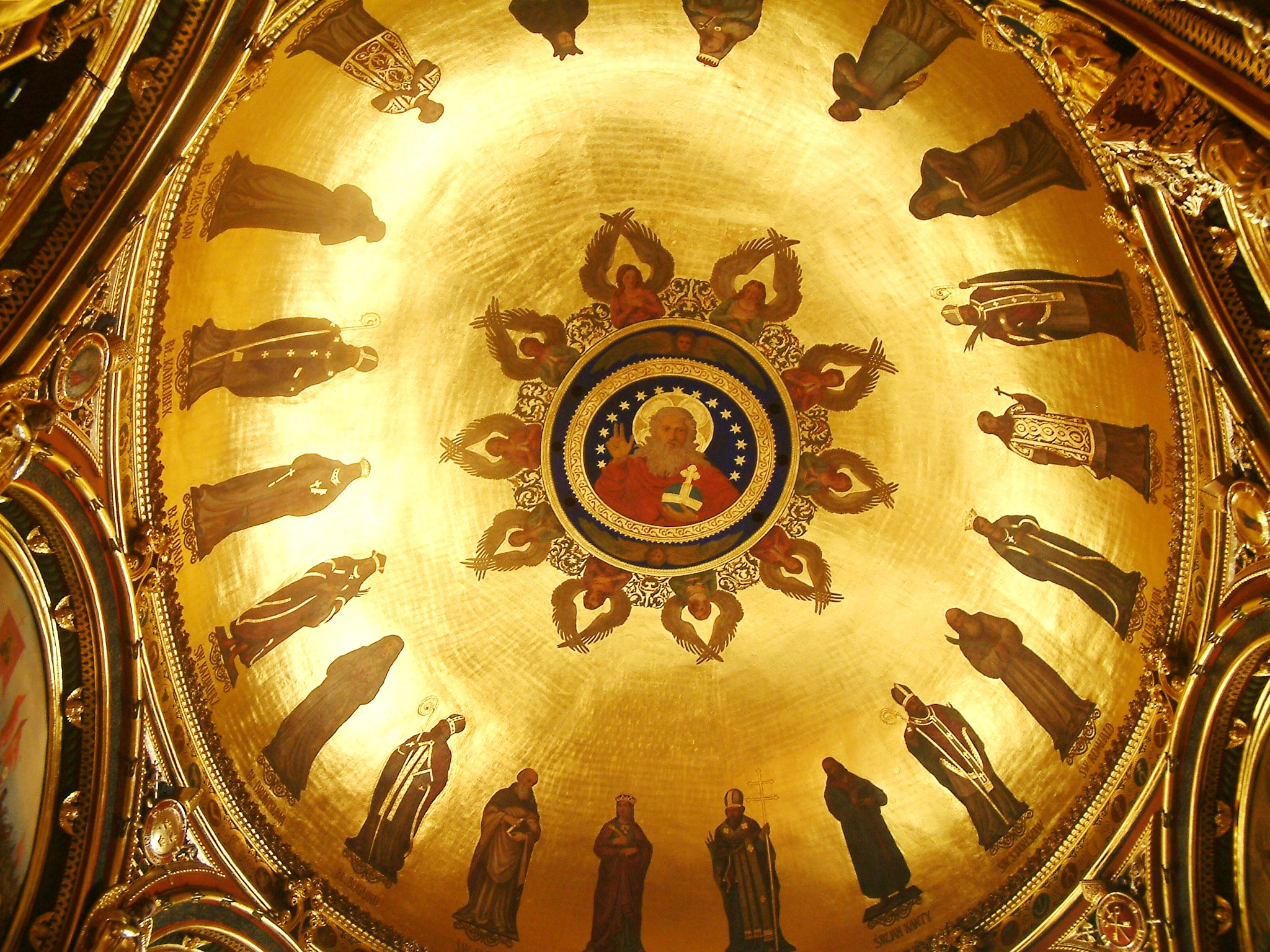
Купол Золотой часовни

Золотая часовня или Усыпальница польских королей (польск. Złota Kaplica, Kaplica Królów Polskich) — часовня находится в кафедральном соборе в Познани, на Тумском острове. Мавзолей был построен в XIX веке по инициативе епископа Теофила Волицкого и графа Эдварда Рачинского. Золотая часовня входит в число памятников и достопримечательностей познанского Королевско-императорского маршрута.

## История
После проигранных воин Наполеоном Бонапартом, после третьего раздела Польши (1795), в 1815 году состоялся Венский конгресс, на котором был подписан договор о создании Великого княжества Познанского в составе Пруссии. Началась постепенная германизация польских земель. На фоне такой культурной политики епископ Теофил Волицкий стал инициатором строительства мавзолея первых Пястов в познанском кафедральном соборе. В 1815 году, был объявлен всеобщий сбор средств на строительство будущей Золотой часовни, в том месте, где предположительно были похоронены первые польские правители: Мешко I и его сын Болеслав Храбрый. К организации сбора пожертвований, в котором мог принять участие каждый житель Познани, присоединился граф Едвард Рачинский.
Автором проекта часовни был берлинский архитектор Карл Фрифрих Шинкель. Памятник Мешко I и Болеслава Храброго, был выполнен на заказ берлинским скульптором Кристианом Даниэлем Раухом.
После смерти архиепископа Теофила Волицкого в 1829 году, Эдвард Рачинский взял на себя инициативу вести дальнейшие переговоры по строительству часовни с прусскими властями, представителями церкви и архитекторами. Рачинский хотел, чтобы архитектурная форма часовни и её убранство соответствовали временам первых польских правителей, в связи с этим было принято решение построить часовню в византийском стиле.
Работы по строительству часовни велись долгие годы. Средства, собранные ранее, закончились и граф Рачинский решил сам профинансировать создание памятника с двумя фигурами Мешко I и Болеслава Храброго, который затем был установлен внутри часовни. На цоколе памятника были выгравированы имя и фамилия графа. Такой поступок вызвал волну негодования людей, которые пожертвовали финансовые средства на строительство часовни. Надпись на цоколе памятника  была расценена, как присвоение графом себе строительства всей часовни. Возмущённый критикой в свой адрес, Эдвард Рачинский приказал убрать надпись. Вскоре, после данного события, граф покончил жизнь самоубийством. Известным фактом является то, что к этому действию подтолкнул его именно этот случай.

## Архитектура и интерьер
Часовня построена на плане круга на главной оси кафедрального собора, пройти к ней можно через полукруглую обходную галерею вокруг главного алтаря.
На позолоченном куполе часовни находится изображение Бога-Отца в окружении херувимов и восемнадцати польских святых. Напротив входа расположен алтарь с изображением сцены Вознесения Девы Марии (фрагмент заимствован с картины Тициана «Вознесение Богородицы»), выполненным художником Либорио Саландри, по личному заказу Констанции Рачинской из рода Потоцких.
С правой стороны находится памятник Мешко I и Болеславу Храброму, с левой установлен неоготический саркофаг.